# Special Force
Special Force er et computerspil udgivet af den libanesiske organisation Hizbollah programmeret ved hjælp af Genesis3D-kernen.
I spillet skal man bekæmpe Israel.
Spillet har været meget omtalt da det er ses som at være en del af en ny mediekrig.
USA har bl.a. også udgivet et spil der hedder America's Army der er lavet i pentagon i et forsøg på at rekruttere flere soldater til deres militær.